# Georg Jauer
Georg Jauer (* 25. Juni 1896 in Lissen bei Fraustadt in Westpreußen; † 5. August 1971 in Greven) war ein deutscher General der Panzertruppe im Zweiten Weltkrieg.

## Leben
Jauer trat zu Beginn des Ersten Weltkriegs am 6. August 1914 als Freiwilliger in das 2. Pommersche Fußartillerie-Regiment Nr. 15 der Preußischen Armee ein. Mitte Januar 1915 kam er zur 2. Batterie an die Ostfront, wurde Anfang März 1916 Offiziersstellvertreter und avancierte bis Mitte des Monats zum Leutnant der Reserve. Als solcher war er ab Mitte März 1917 Ordonnanzoffizier beim Stab des I. Bataillons seines Regiments und wurde am 25. Mai 1917 unter Belassung in seiner Stellung als Leutnant mit Patent vom 20. Februar 1915 als aktiver Offizier in das Regiment übernommen. Ab Ende November 1917 war er als Batterieführer tätig und erhielt für sein Wirken beide Klassen des Eisernen Kreuzes sowie das Verwundetenabzeichen in Schwarz.
Nach dem Krieg war er Anfang Januar 1919 zunächst noch Regimentsadjutant und wurde nach Auflösung der Alten Armee Mitte Oktober 1919 als Abteilungsadjutant in das Reichswehr-Artillerie-Regiment 2 der Vorläufigen Reichswehr übernommen. Mitte März 1920 war er Ordonnanzoffizier beim Stab und wurde am 1. Oktober 1922 Adjutant der II. Abteilung im 2. (Preußisches) Artillerie-Regiment. In dieser Stellung stieg er Ende Juli 1925 zum Oberleutnant auf und absolvierte von Oktober 1927 bis Februar 1928 einen Waffenschullehrgang in Döberitz. Während seiner Verwendung als Regimentsadjutant wurde er Mitte Februar 1931 zum Hauptmann befördert und am 1. Oktober 1931 zum Chef der 7. Batterie ernannt. Daran schloss sich von Oktober 1933 bis Ende März 1934 eine Verwendung als Chef der Ausbildungsbatterie seines Regiments an. Anschließend erfolgte seine Versetzung zum Artillerie-, Lehr- und Versuchskommando sowie Anfang Oktober 1934 als Referent für Artillerie in das Heerespersonalamt (P1). In dieser Stellung avancierte Jauer bis 1. Januar 1939 zum Oberstleutnant.
Nach dem Beginn des Zweiten Weltkriegs wurde er am 1. Oktober 1940 unter Beförderung zum Oberst zum Chef der 4. Abteilung (AgP1) im Heerespersonalamt ernannt. Als Kommandeur des Artillerie-Regiment 29 bei der 29. Infanterie-Division trat er am 5. März 1941 in den Truppendienst zurück und erhielt für sein Wirken beim Angriff auf die Sowjetunion am 19. Dezember 1941 das Deutsche Kreuz in Gold. Vom 15. März bis zum 27. November 1942 war er Kommandeur des Artillerie-Regiments „Großdeutschland“ und beteiligte sich an der Sommeroffensive. Anschließend befand sich Jauer bis zum 19. Januar 1943 in der Führerreserve des OKH, wurde dann mit der Führung der 20. Infanterie-Division beauftragt und am 1. April zum Kommandeur dieses Großverbandes ernannt. Ab dem 23. Juli 1943 führte der Großverband die Bezeichnung 20. Panzergrenadier-Division, welcher ab Ende September 1944 dem Panzerkorps „Großdeutschland“ unterstellt war. Mit der Division kämpfte er an der Ostfront und wurde im April 1943 zum Generalmajor und im Oktober 1943 zum Generalleutnant befördert. Die Division wurde bei Kamenez-Podolsk im sogenannten Hube-Kessel eingeschlossen, konnte sich jedoch wieder befreien und zog sich in Richtung Lemberg und Kamionka auf den Bug zurück. Im November 1943 war Jauer für fünf Tage zugleich mit der Führung der 25. Panzer-Division beauftragt. und führte die Division bei einem Teil der Kämpfe der Schlacht am Dnepr. Im September 1944 wurde Jauer als Kommandeur der 20. Panzergrenadier-Division durch Oberst Walter Kühn vertreten. Ende 1944 gab Jauer seine Division ab und war vom 1. Januar bis zum 11. Februar 1945 ohne Kommando. Nachdem Jauer am 4. Mai 1944 das Ritterkreuz des Eisernen Kreuzes erhalten hatte, wurde er am 10. Februar 1945 mit dem Eichenlaub (733. Verleihung) zum Ritterkreuz des Eisernen Kreuzes ausgezeichnet.
Anschließend beauftragte man ihn zunächst mit der Führung des Panzerkorps „Großdeutschland“. Am 12. März 1945 wurde er zum Kommandierenden General des Korps ernannt und drei Tage später zum General der Panzertruppe befördert. Jauer konnte in der Schlacht um Bautzen im Zuge der Cottbus-Potsdamer Operation, zusammen mit der 17. und 72. Infanterie-Division, trotz weniger moderner Panther-Panzer und später fehlenden Treibstoff-Nachschubs aus den Hydrierwerken (in Form von Benzin), die in Bautzen eingeschlossenen Truppenteile befreien. Zu Kriegsende ging er in Kriegsgefangenschaft. 
1957 hatte Jauer regen Schriftverkehr mit dem Historiker am IfZ München Helmut Heiber, um weitere Informationen zu den Führerlageberichten u. a. bzgl. der Kämpfe am Oder-Brückenkopf bei Steinau im Januar 1945 auszutauschen.